# Cha chaan teng

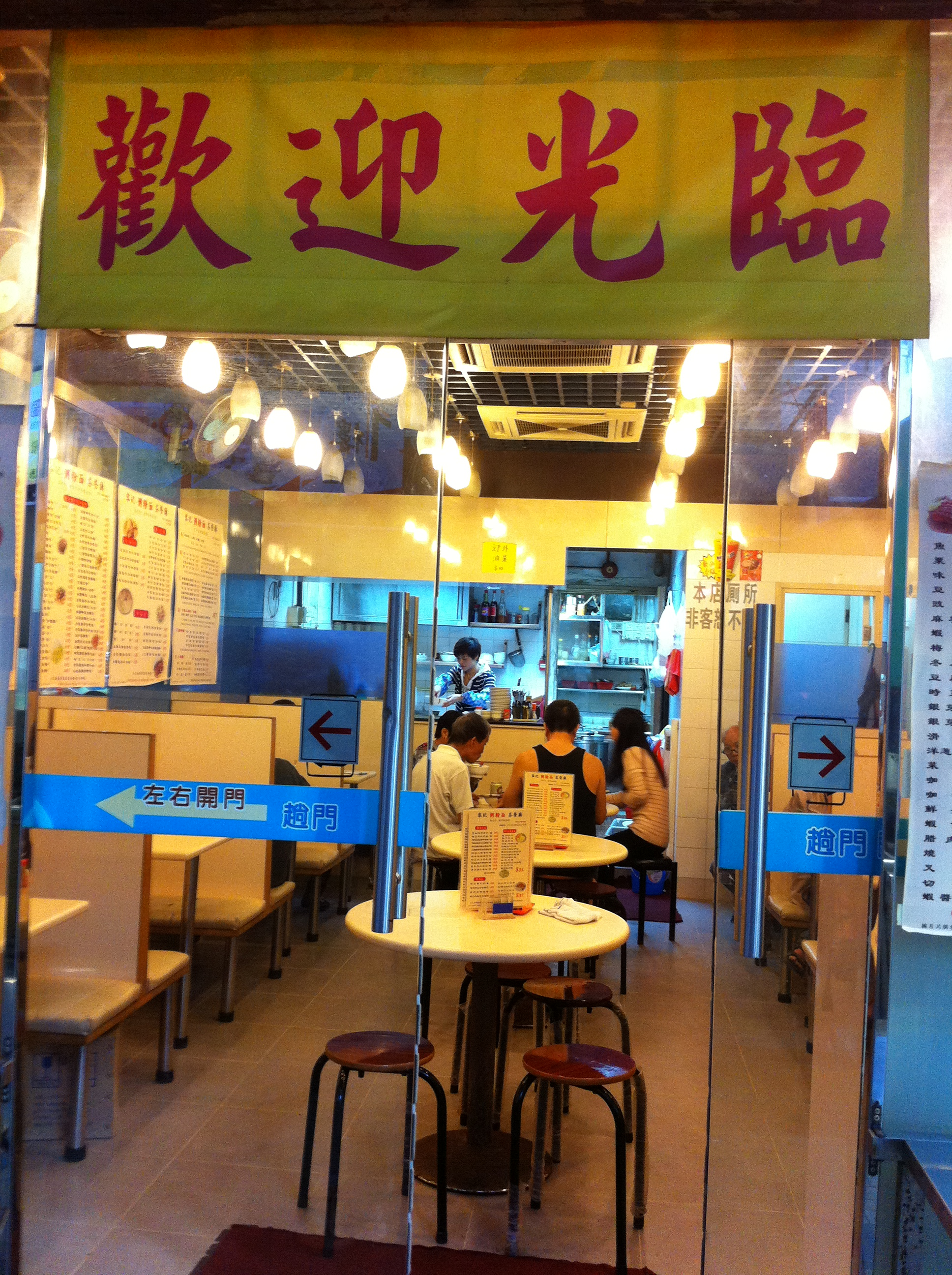
Un cha chaan teng de Hong Kong.

Un cha chaan teng (chinois simplifié : 茶餐厅 ; chinois traditionnel : 茶餐廳 ; cantonais Jyutping : caa4 caan1 teng1 ; cantonais Yale : cháhchāantēng ; litt. « salon de thé »), parfois appelé en anglais « cafés de style Hong Kong », est un style de cafétéria originaire de Hong Kong mais qu'on trouve aussi à Macao ou dans le Guangdong. À cause des différentes vagues d'émigration depuis la fin de la Seconde Guerre mondiale, on les trouve dans les quartiers chinois de pays occidentaux tels que l'Australie, le Royaume-Uni, le Canada ou les États-Unis. Les cha chaan teng sont réputés pour leurs menus éclectiques et abordables, incluant autant des plats de la cuisine hongkongaise que des recettes issues de la cuisine hongkongaise occidentale. Ils peuvent être comparés aux cafés occidentaux dans leur décoration ordinaire et dans la place dévolue au café et au thé.

## Histoire
Depuis les années 1850, la cuisine européenne ne pouvait être trouvée que dans des restaurants à part entière que seules les classes aisées pouvait s'offrir. Ainsi, dans les années 1920, dîner dans un restaurant occidental pouvait coûter 10 $, alors qu'un ouvrier gagnait entre 15 et 50 $ par mois.
Après la Seconde Guerre mondiale, la culture hongkongaise fut influencée par la culture britannique, et les locaux commencèrent à manger des gâteaux et à mettre du lait dans leur thé, appelé « thé au lait chaussette » car le thé noir du Sri Lanka était percolé dans un filtre qui ressemblait à une chaussette. Ils créèrent donc des endroits aux prix plus abordables, faisant de la cheap western food, et une sorte de cuisine fusion mêlant cuisine cantonaise et occidentale, des « Occidentaux à la sauce soja ».
Avec la croissance économique qui accompagna les années 1950 et 1960 et qui permit une hausse du salaire minimum, ainsi qu'un plus importante classe moyenne, les cha chaan teng gagnèrent en popularité et prirent la place du bing sutt (en).
Ces derniers temps, les cha chaan teng se sont adaptés aux changements de la société et de l'économie hongkongaises, notamment après la crise économique asiatique de 1997, où les menus pas chers connurent un certain succès.
En 2007, il fut proposé d'inscrire les chachaan teng sur la liste représentative du patrimoine culturel immatériel de l'humanité et, en 2014, le yuanyang, la brioche-ananas et la tarte aux œufs furent inscrits sur la liste représentative du patrimoine culturel hongkongais.

## Extérieurs

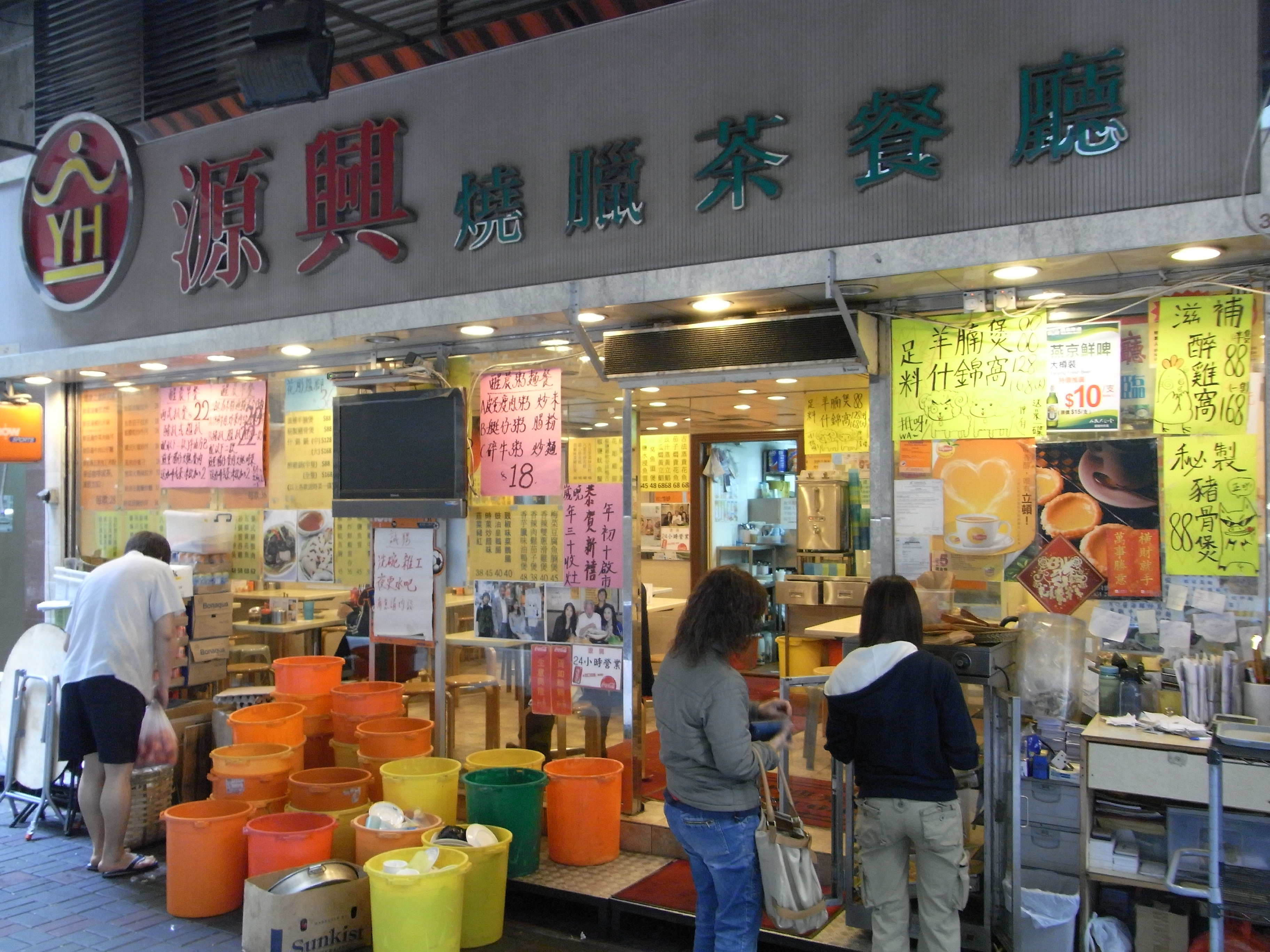
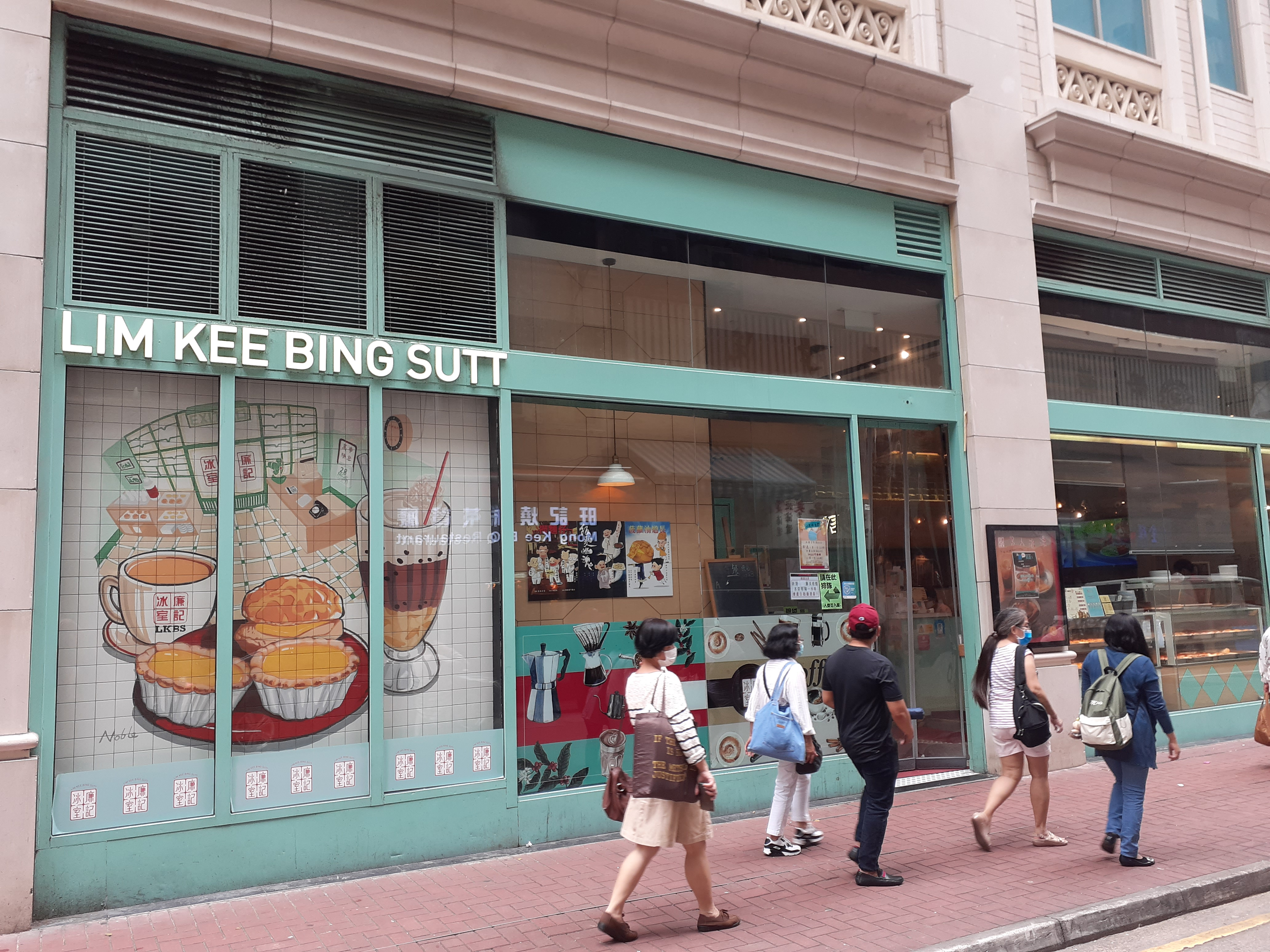
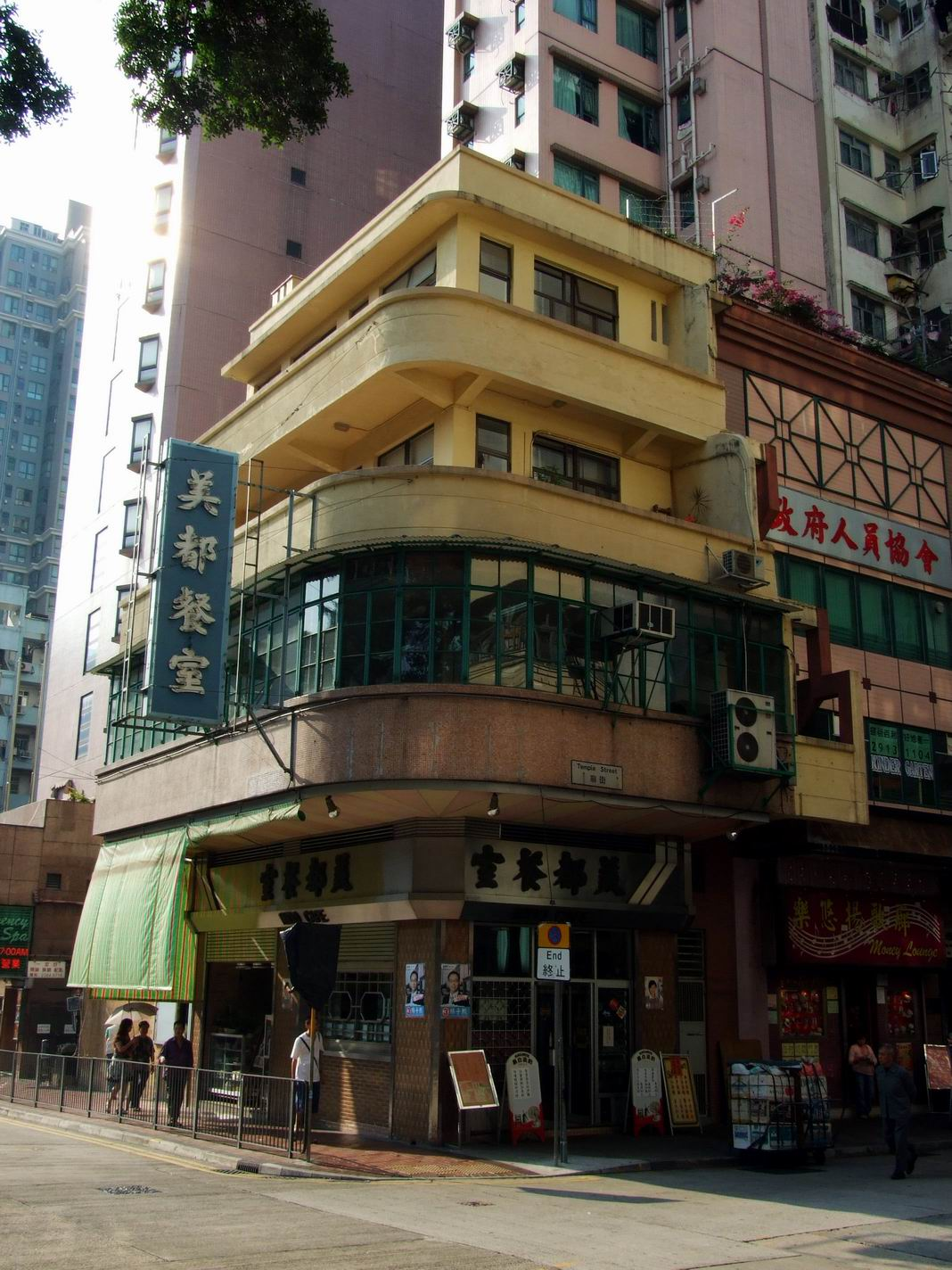
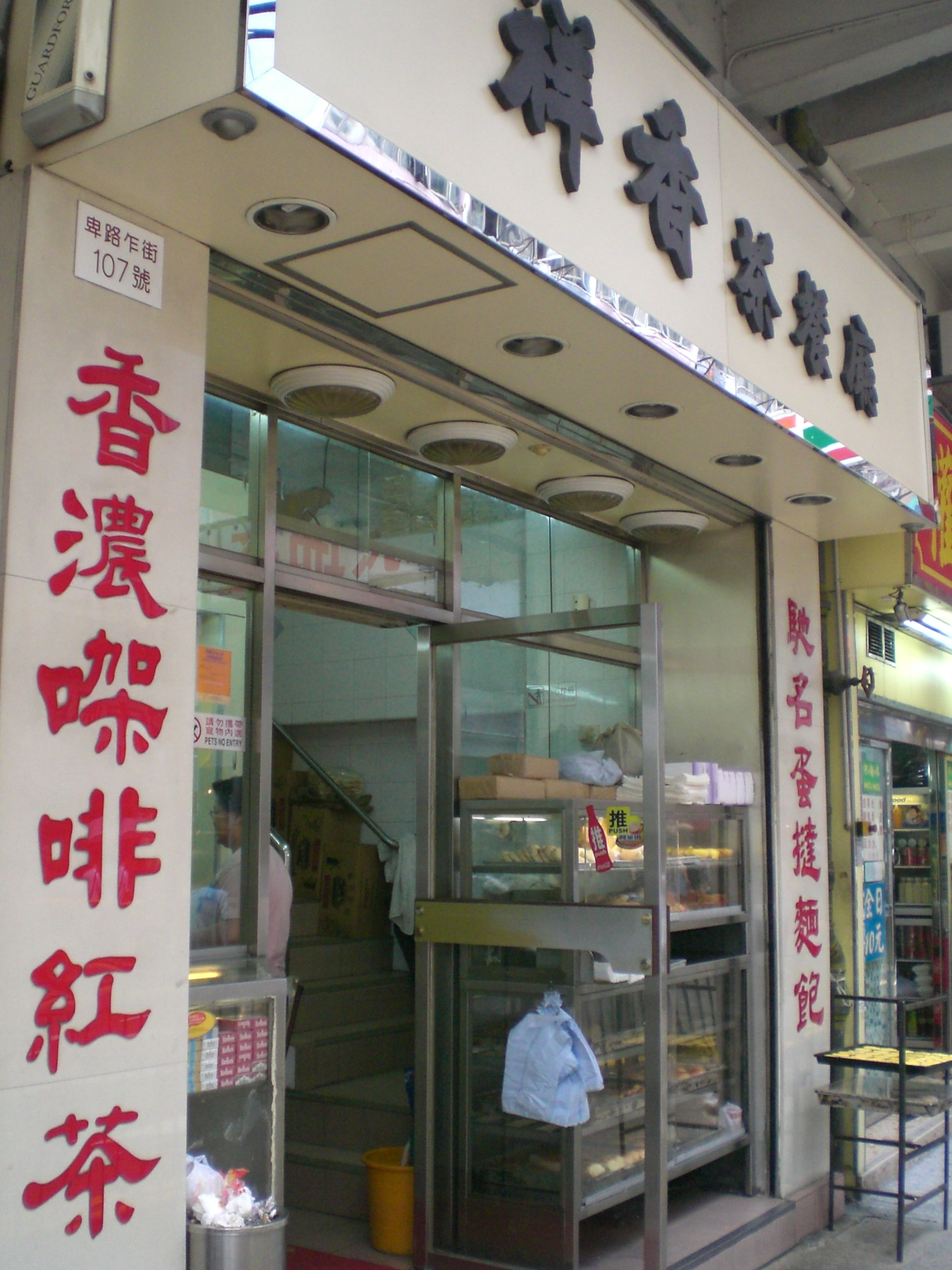
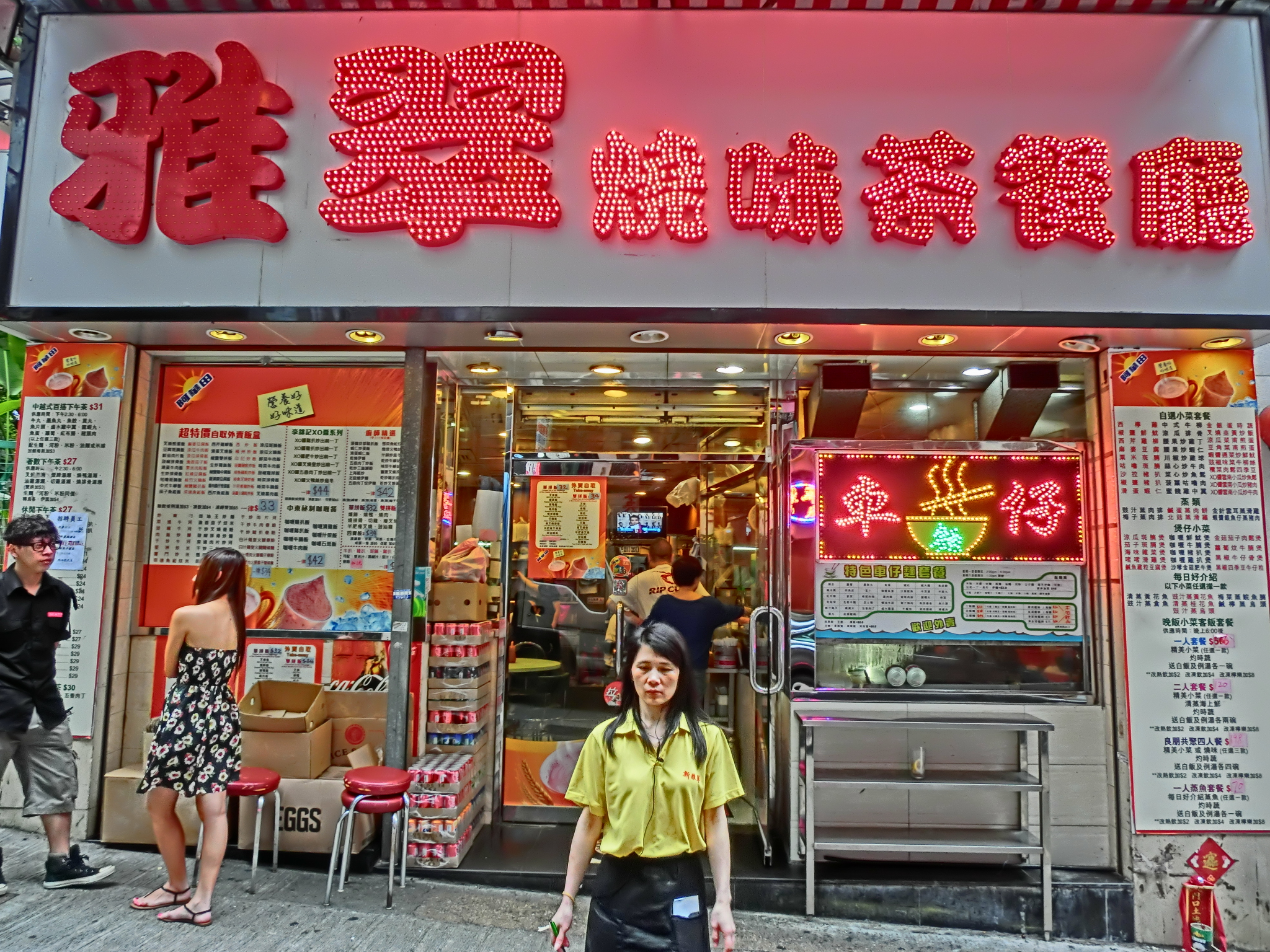

## Nom et description
Leur nom signifiant « salon de thé » est utile pour les distinguer des restaurants occidentaux qui servent de l'eau dès que le client est assis, alors que dans un cha chaan teng, il lui est offert du thé immédiatement, souvent du thé clair (chinois traditionnel : 清茶), certains patrons utilisant le même thé pour laver leurs ustensiles, une pratique communément répandue à Hong Kong. Ce thé noir économique diffère du thé chinois servi dans les dimsums et salons de thé (chinois traditionnel : 茶樓).
Ce thé dans le nom fait aussi référence au thé au lait hongkongais et au thé glacé qui y sont servis.
Pour y aller, les vieilles générations employaient l'expression yum sai cha (chinois simplifié : 飲西茶 ; litt. « boire du thé occidental ») par opposition à la pratique yum cha, impliquant de boire du thé chinois dans un dimsum.
Par contre, à l'étranger, les cha chaan teng peuvent employer le mot « café » dans leur nom, surtout dans les pays anglophones où ils sont connus en tant que Hong Kong–style cafes et réputés pour leurs boissons de type yuanyang.

## Intérieurs

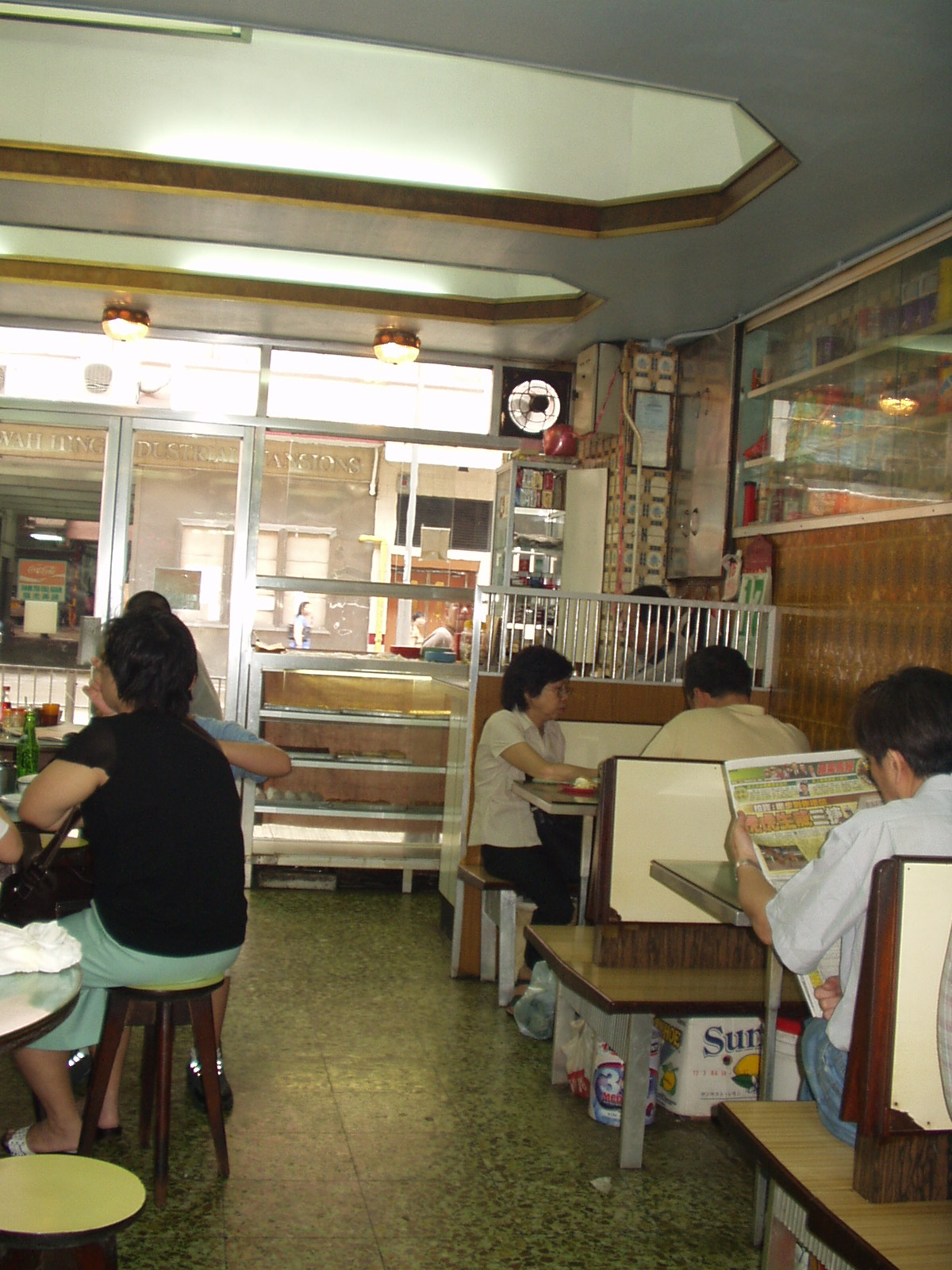
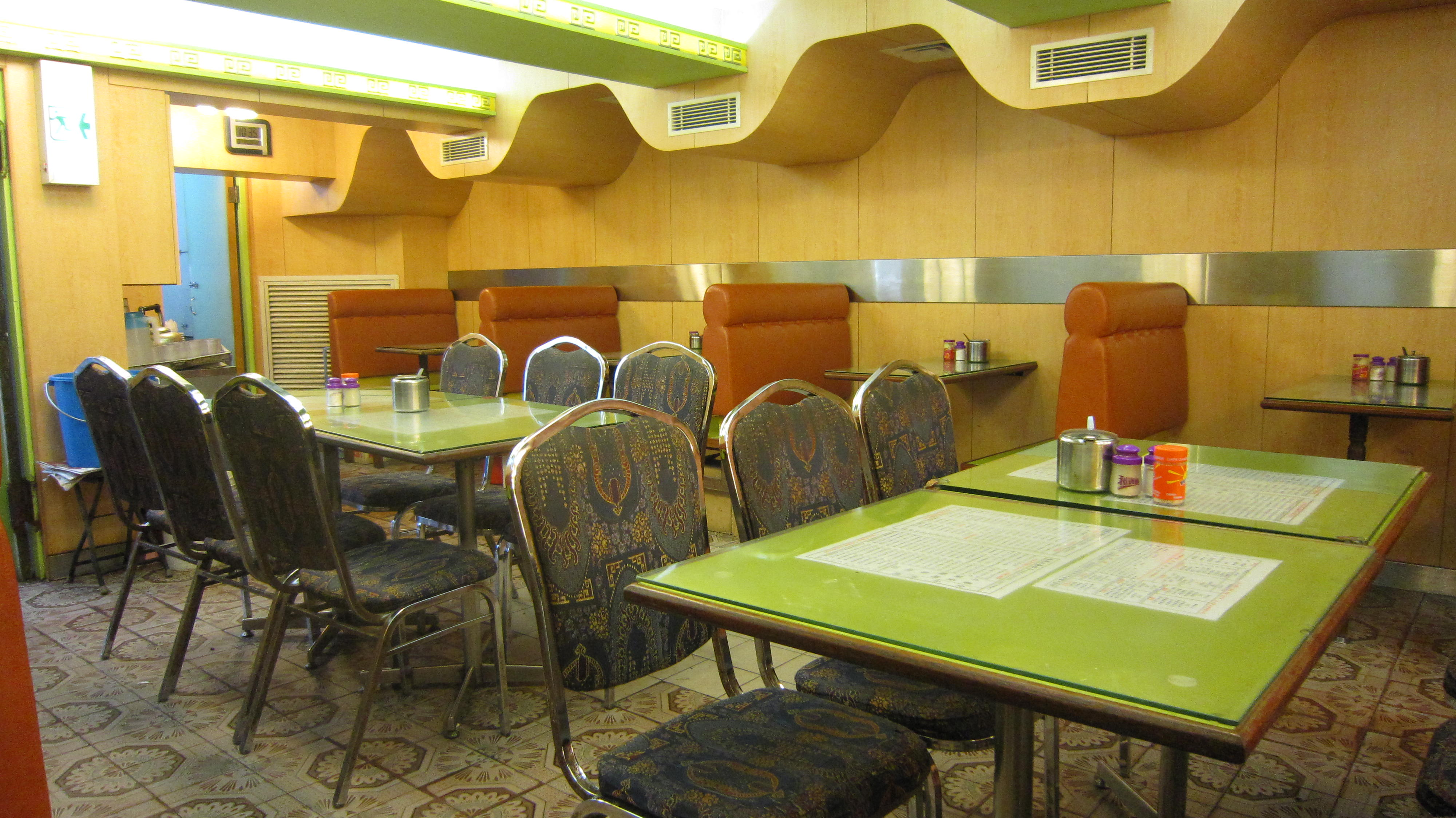
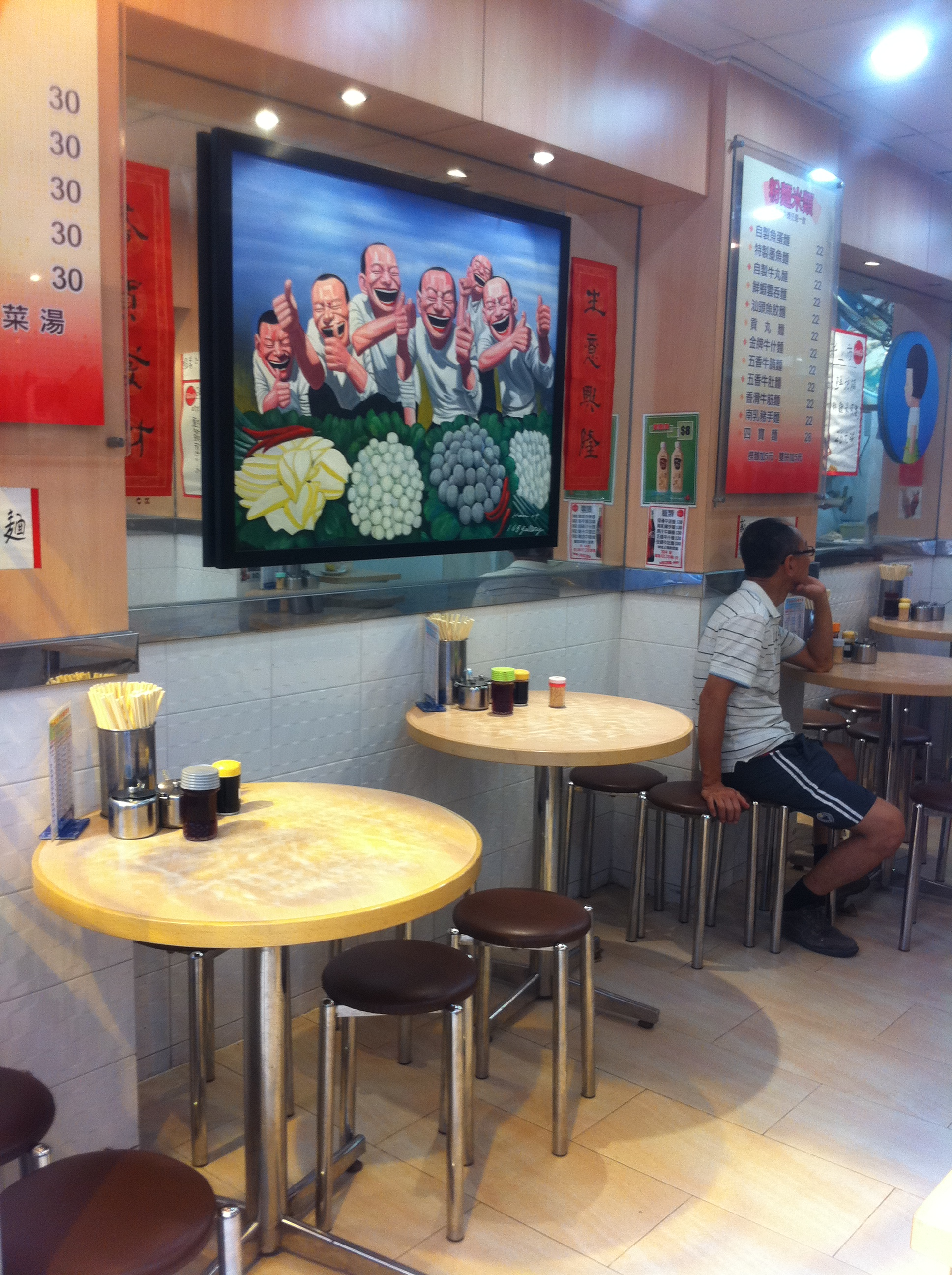
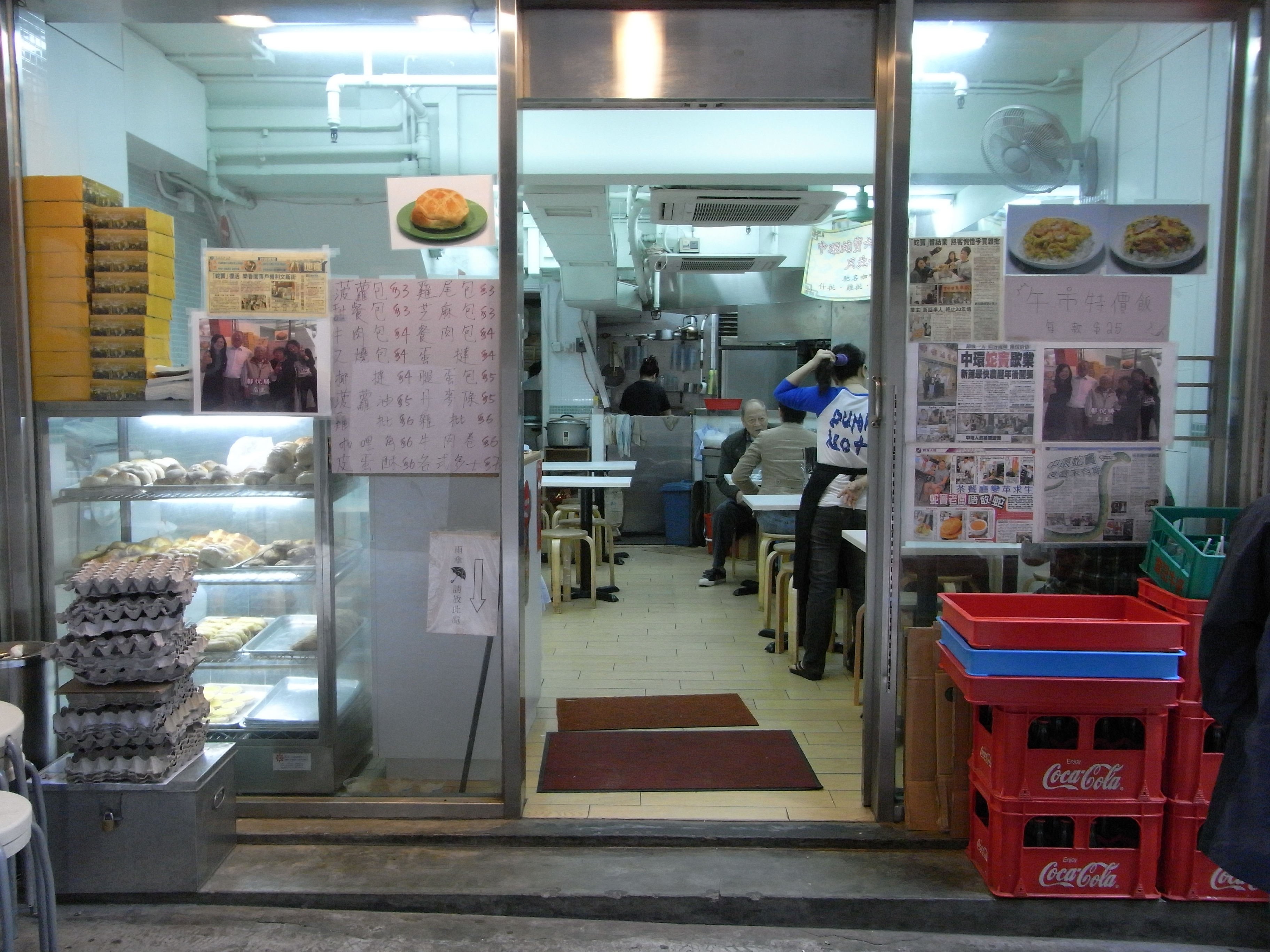
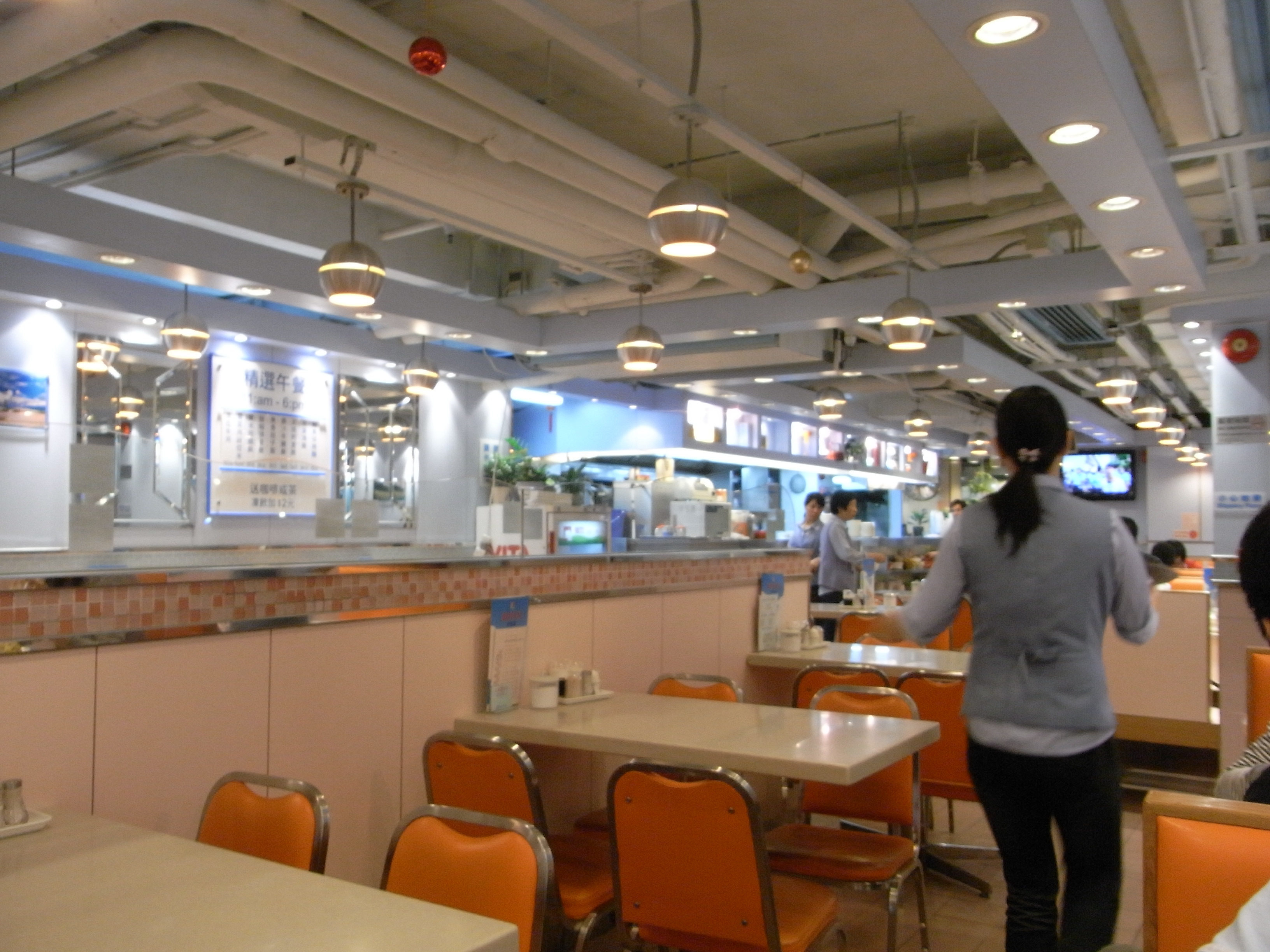

## Us et coutumes
Généralement, les clients ne restent pas longtemps, et il y a donc un important fonds de roulement. Les serveurs prennent les commandes de la main gauche et servent de la main droite. Les clients sont vite servis.
À cause du peu d'espace et des loyers prohibitifs, les cha chaan teng tendent à être remplacés par des chaînes de restaurant telles que Café de Coral (en), Maxim's Caterers (en) ou Fairwood (en).

## Menus et panneaux

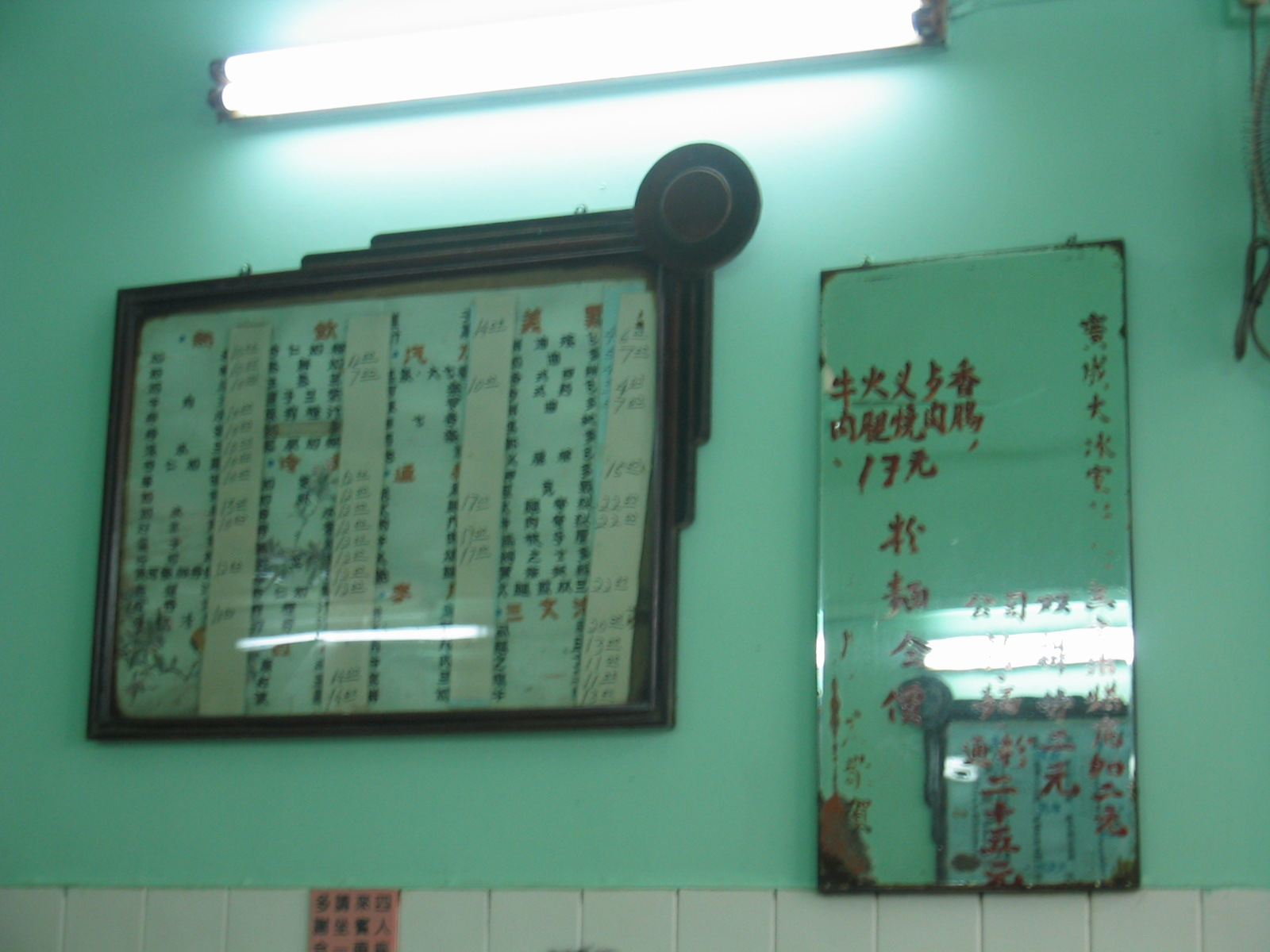
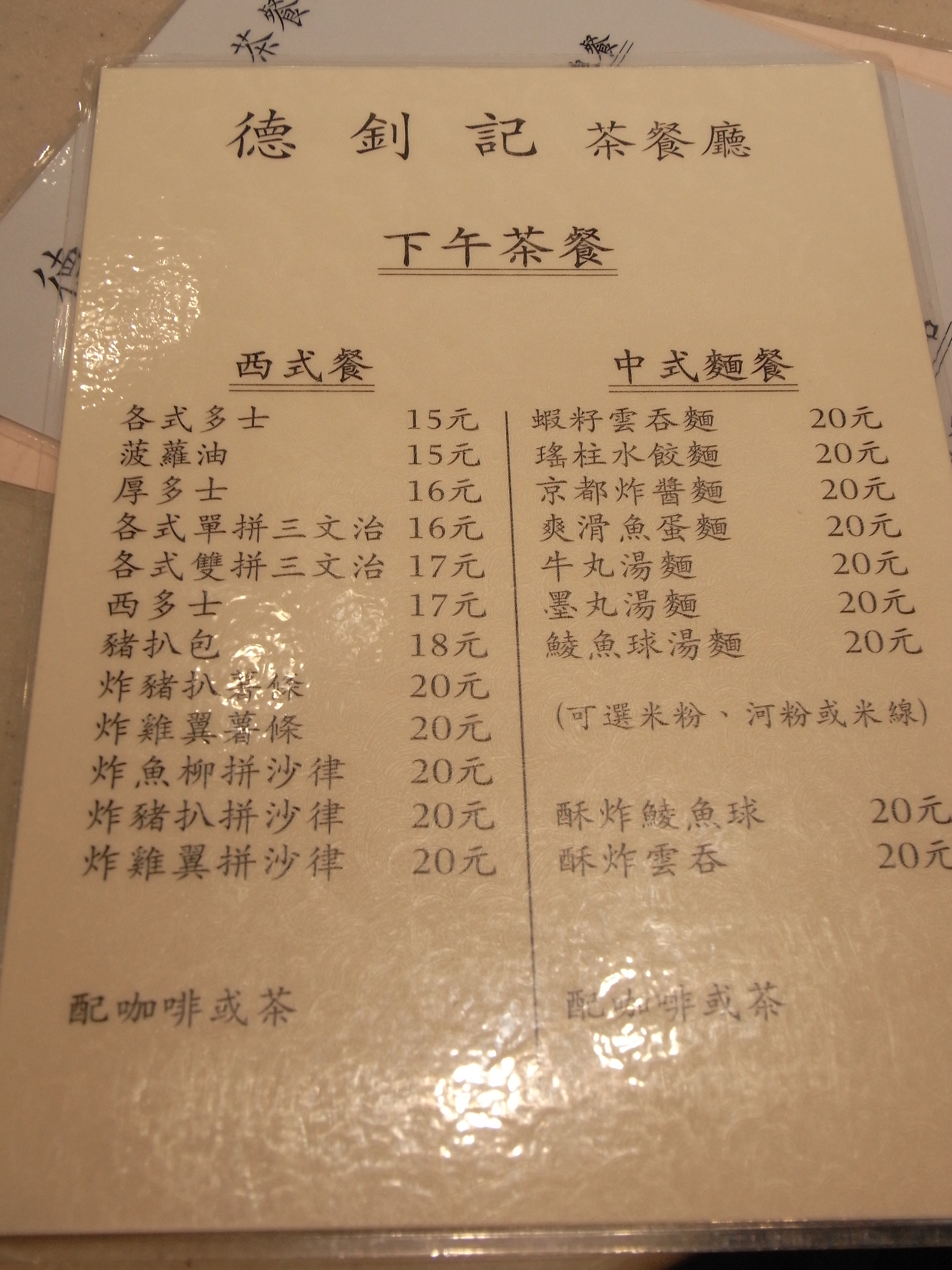
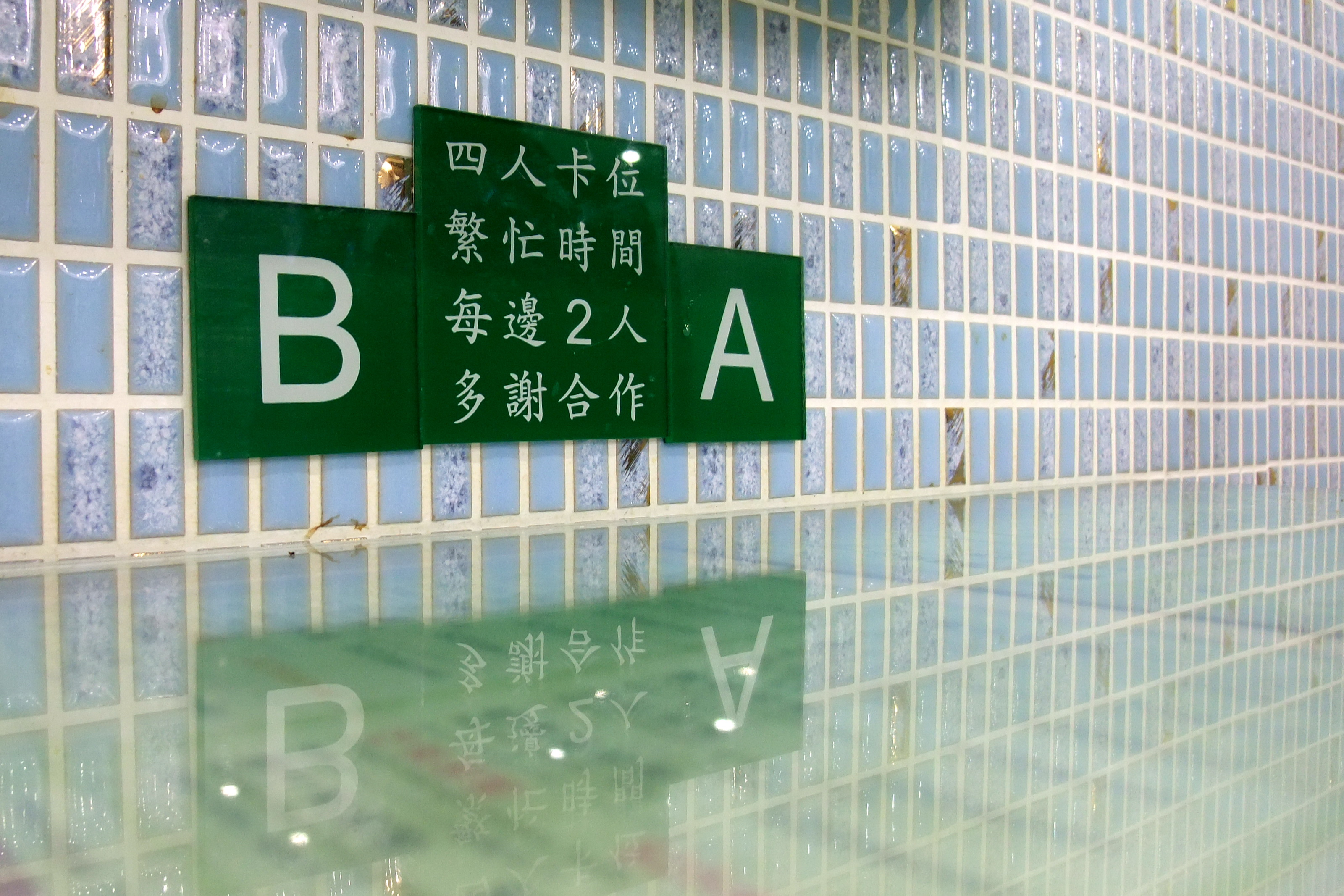
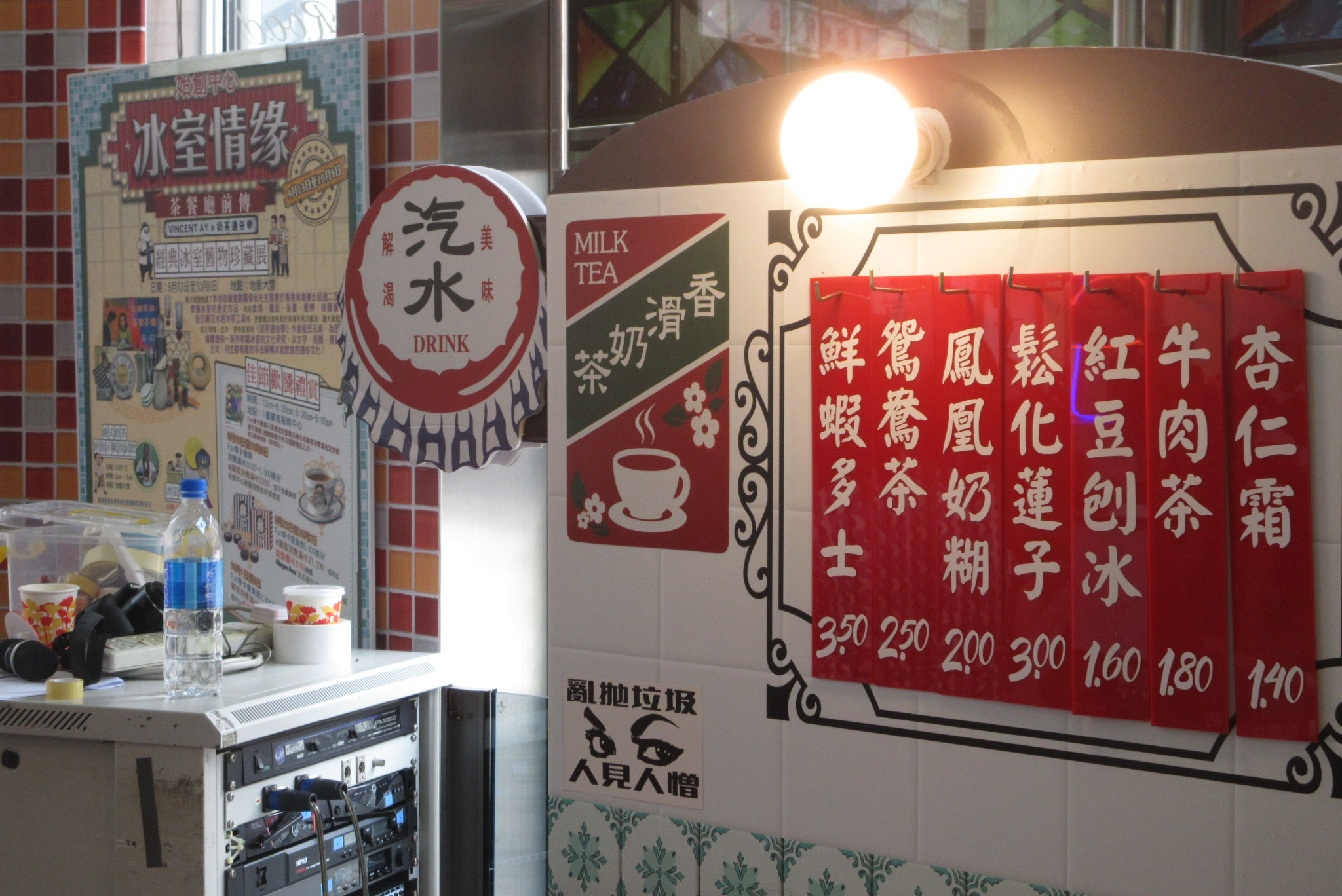

## Communication
Pour gagner du temps les serveurs emploient des abréviations et les clients emploient certaines phrases :
- chinois traditionnel : 走冰 ; litt. « sans glace » ou chinois traditionnel : 走雪 ; litt. « sans neige » pour commander des boissons sans glace ;
- chinois traditionnel : 飛砂走奶 ; litt. « sans lait et envole le sable », le sable étant le sucre ;
- chinois traditionnel : 茶走 ; litt. « sans thé », quand il s'agit de remplacer le lait par du lait concentré ;
- chinois traditionnel : 加底 ; litt. « ajoute du fond » quand il s'agit de demander du supplément de nouilles ou de riz, ce qui coûte un peu plus cher ;
- chinois traditionnel : 炒底 ; litt. « fais-les sauter ».

## Menu
- Brioche-ananas
- Beef chow fun
- Char siu
- Nouilles instantanées
- Pain perdu
- Tarte aux œufs
- Wonton
- You tiao
- Yuanyang

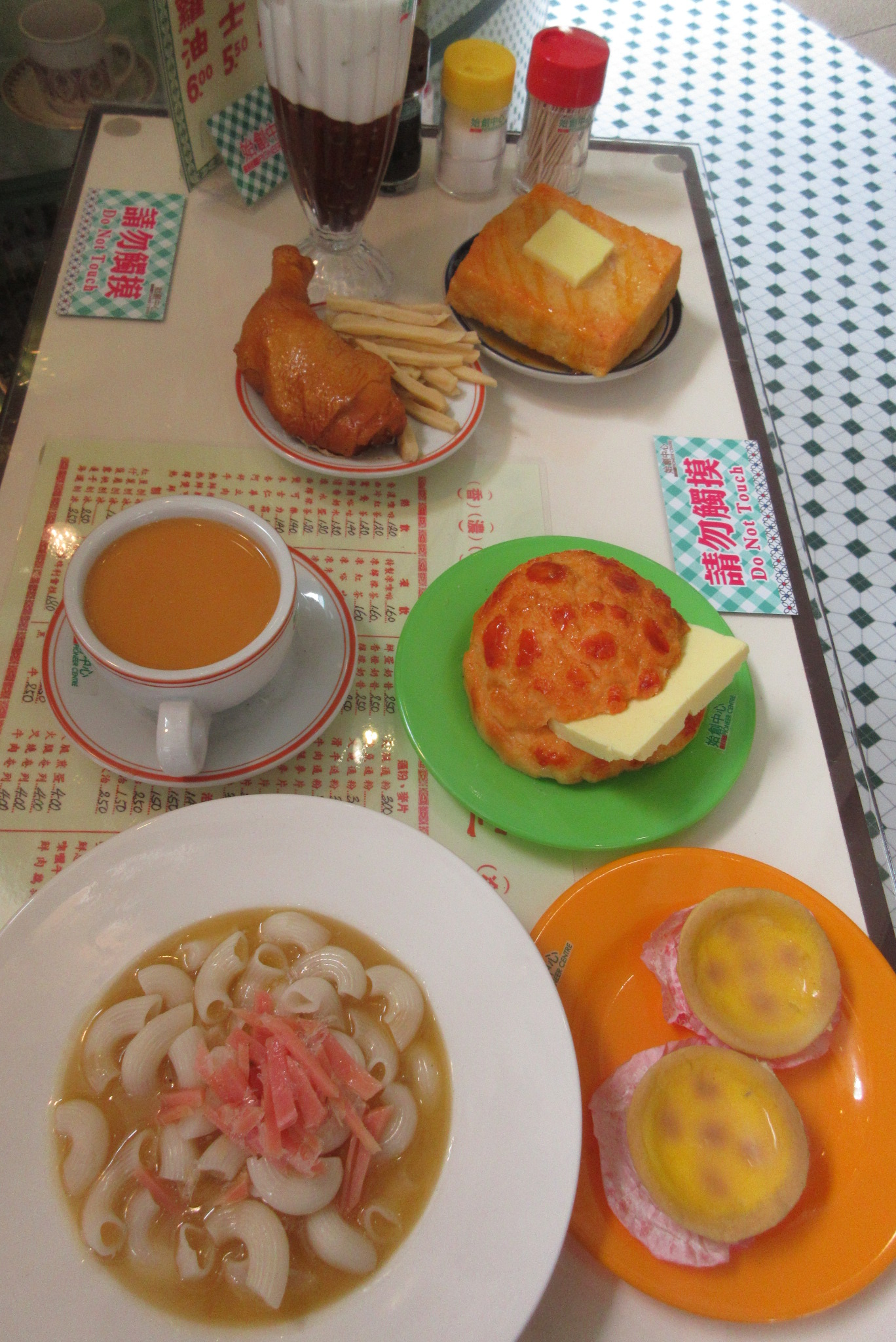
Aperçu des plats proposés.
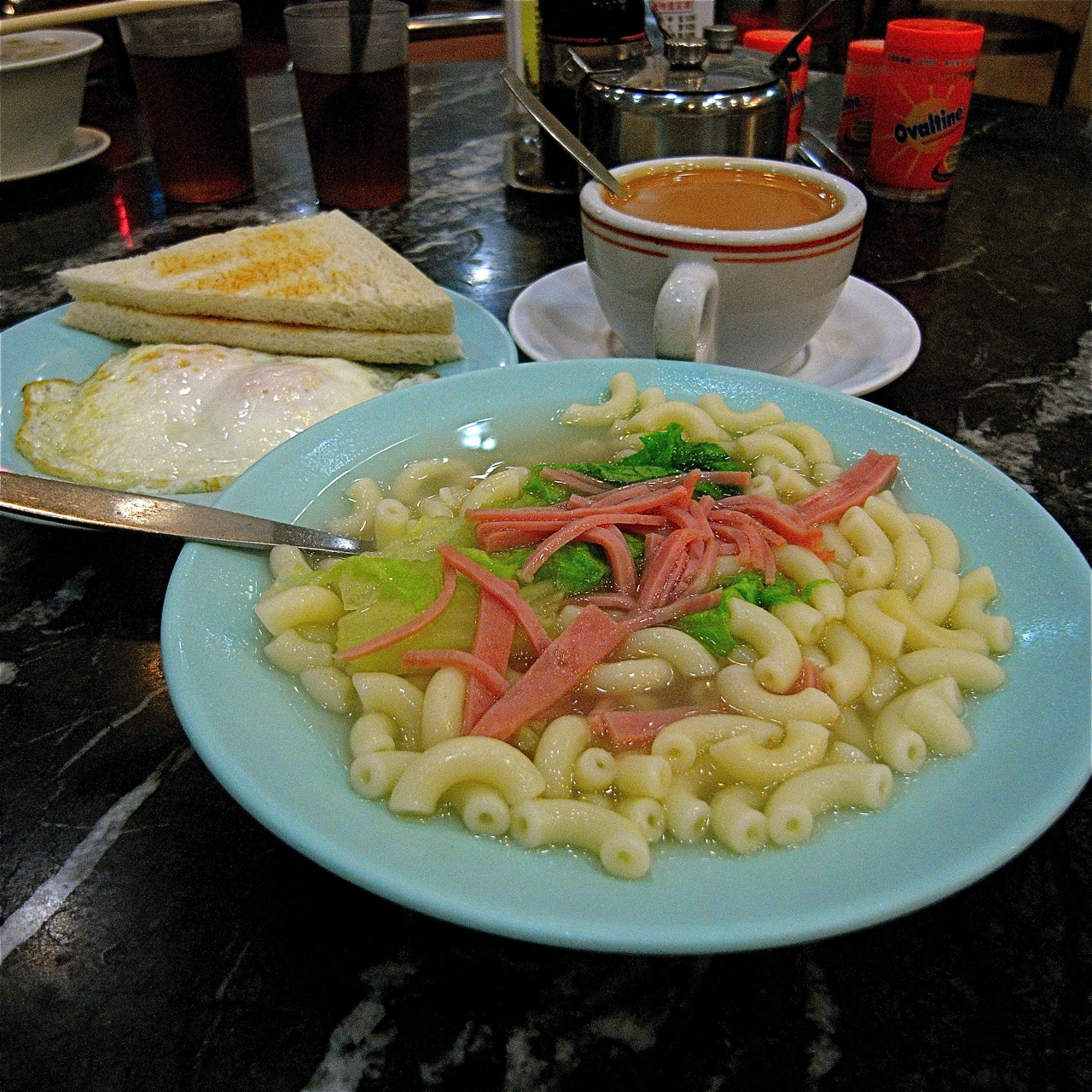
Soupe de macaronis.
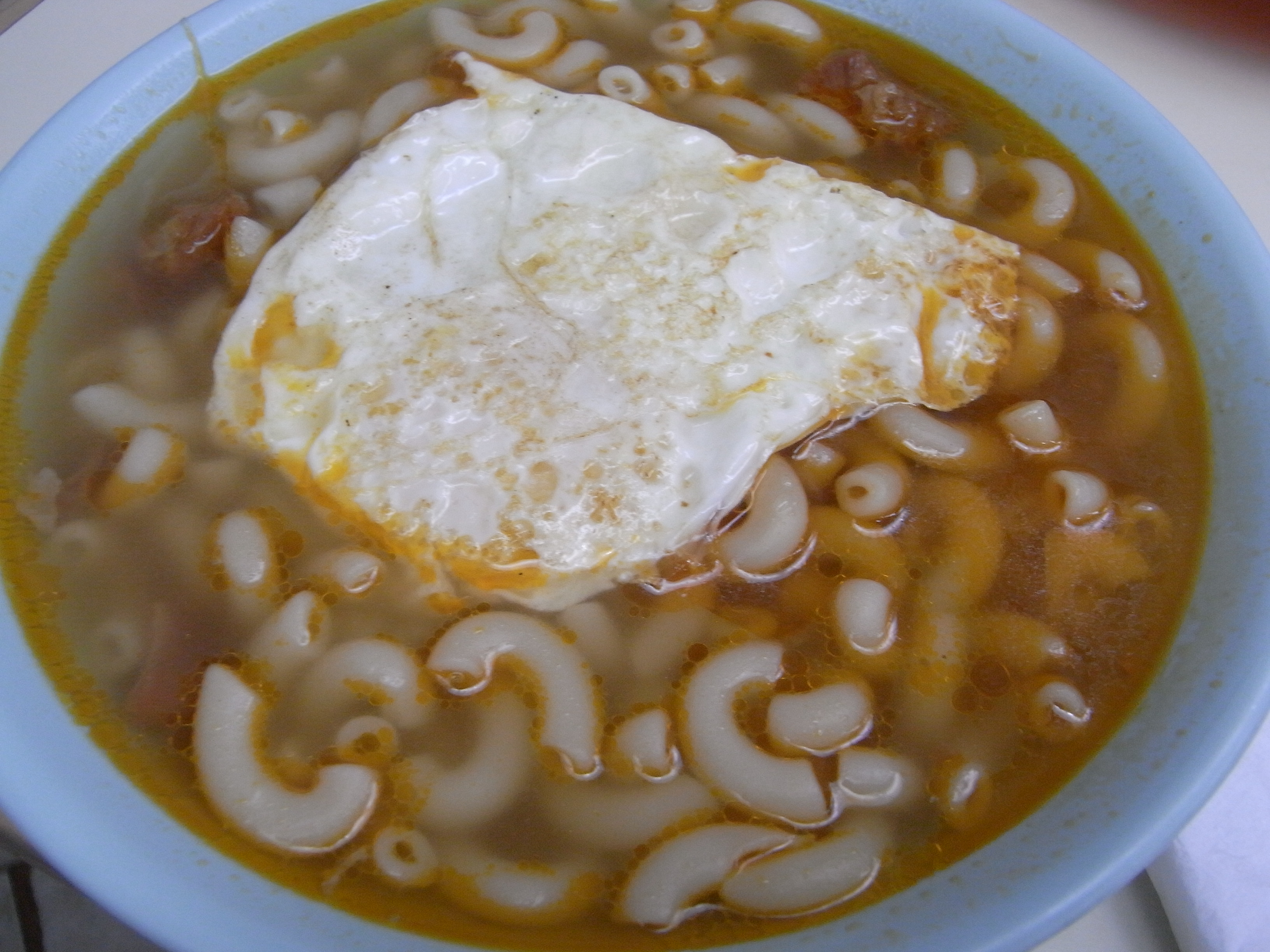
Macaronis style hongkongais avec un œuf poché.
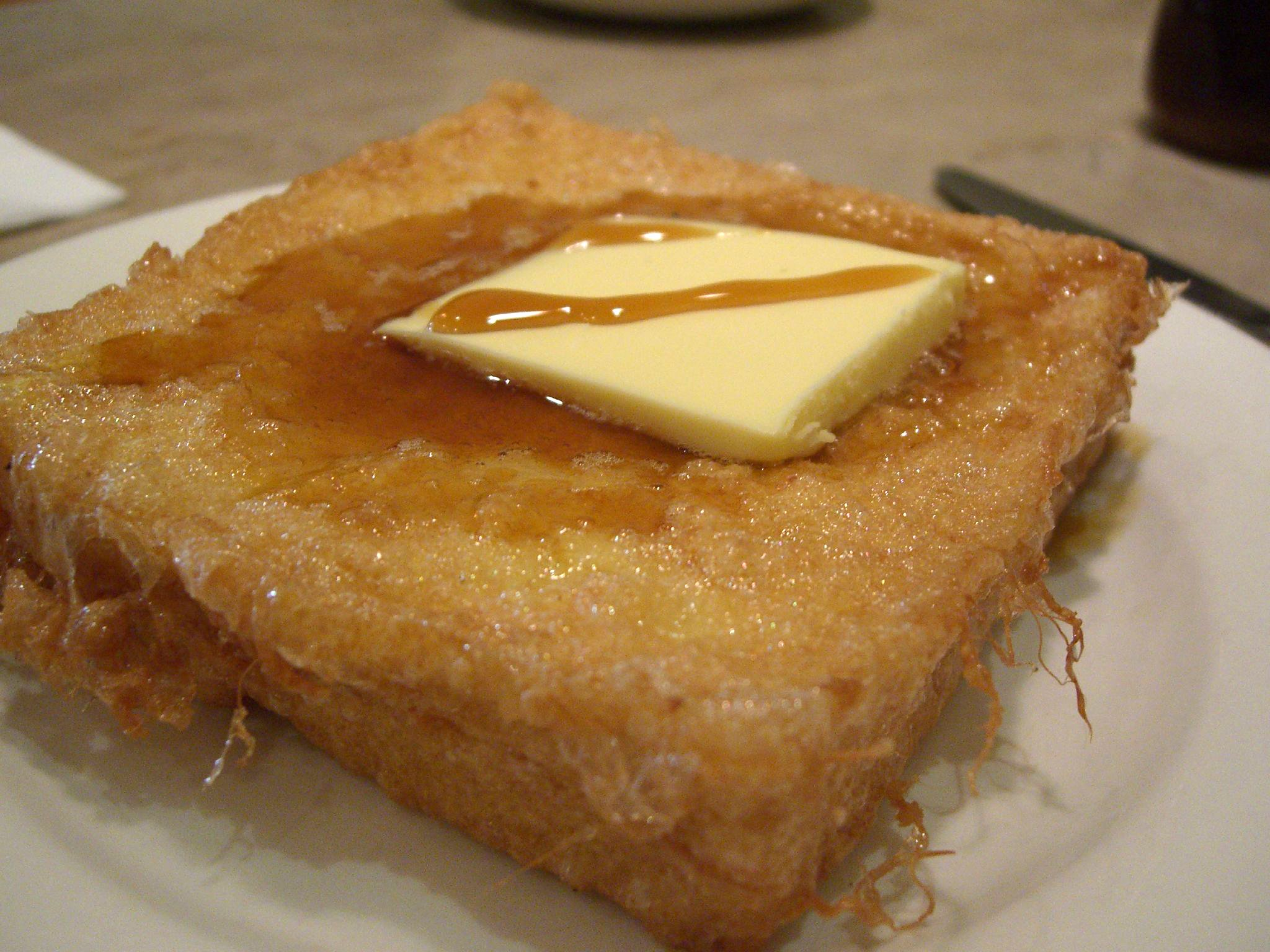
Pain perdu.
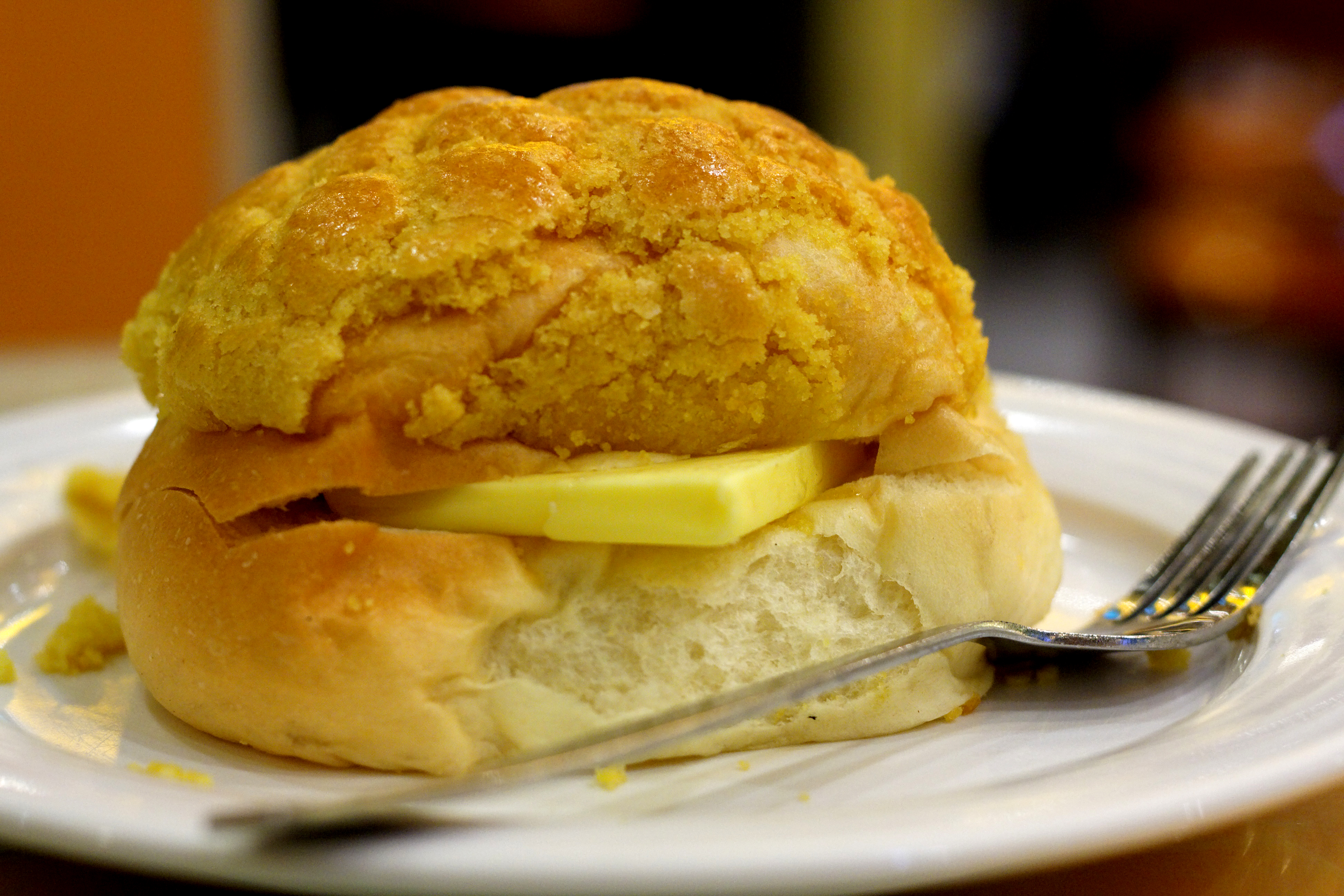
Une brioche-ananas avec du beurre.
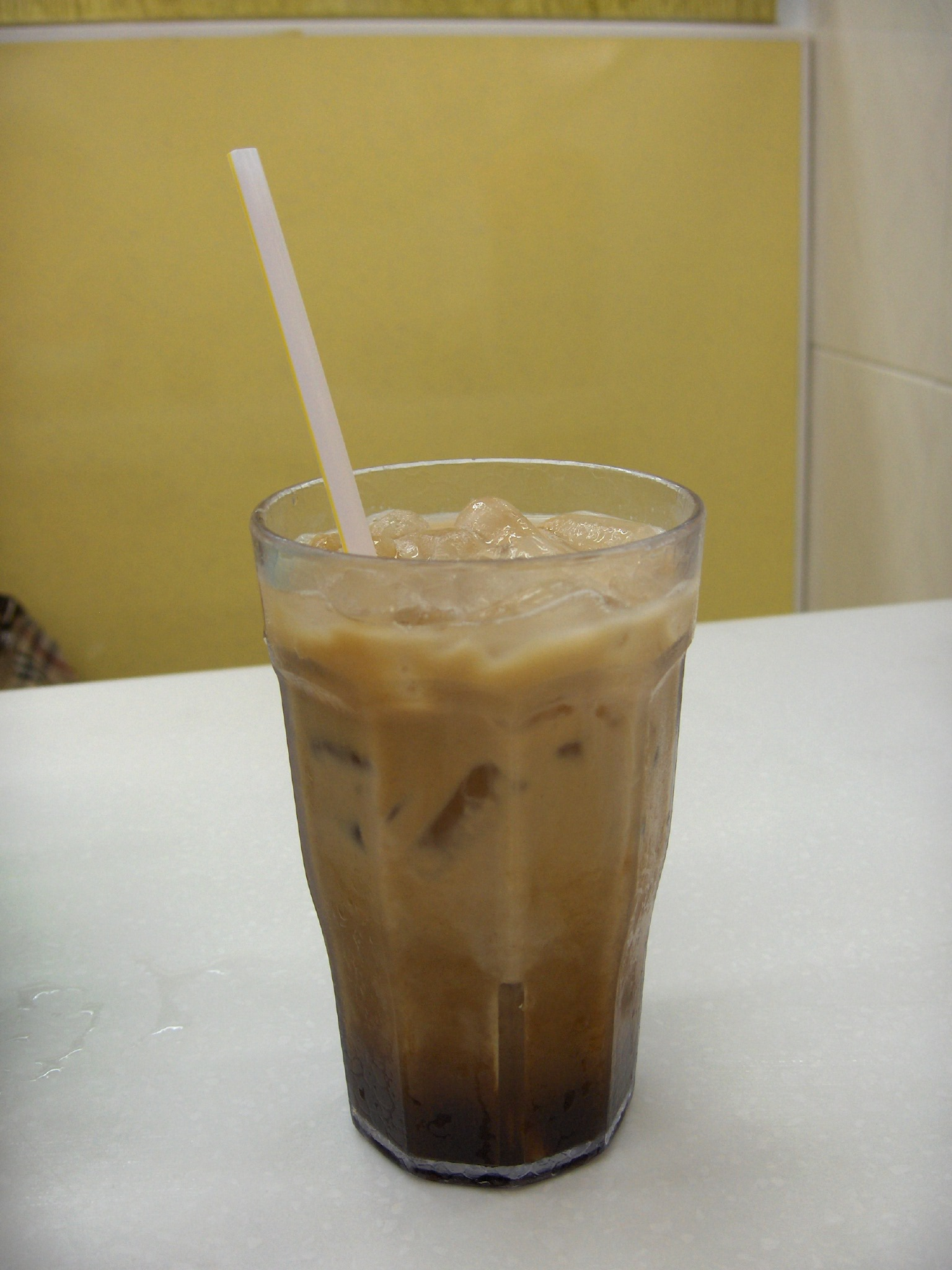
Yuanyang.
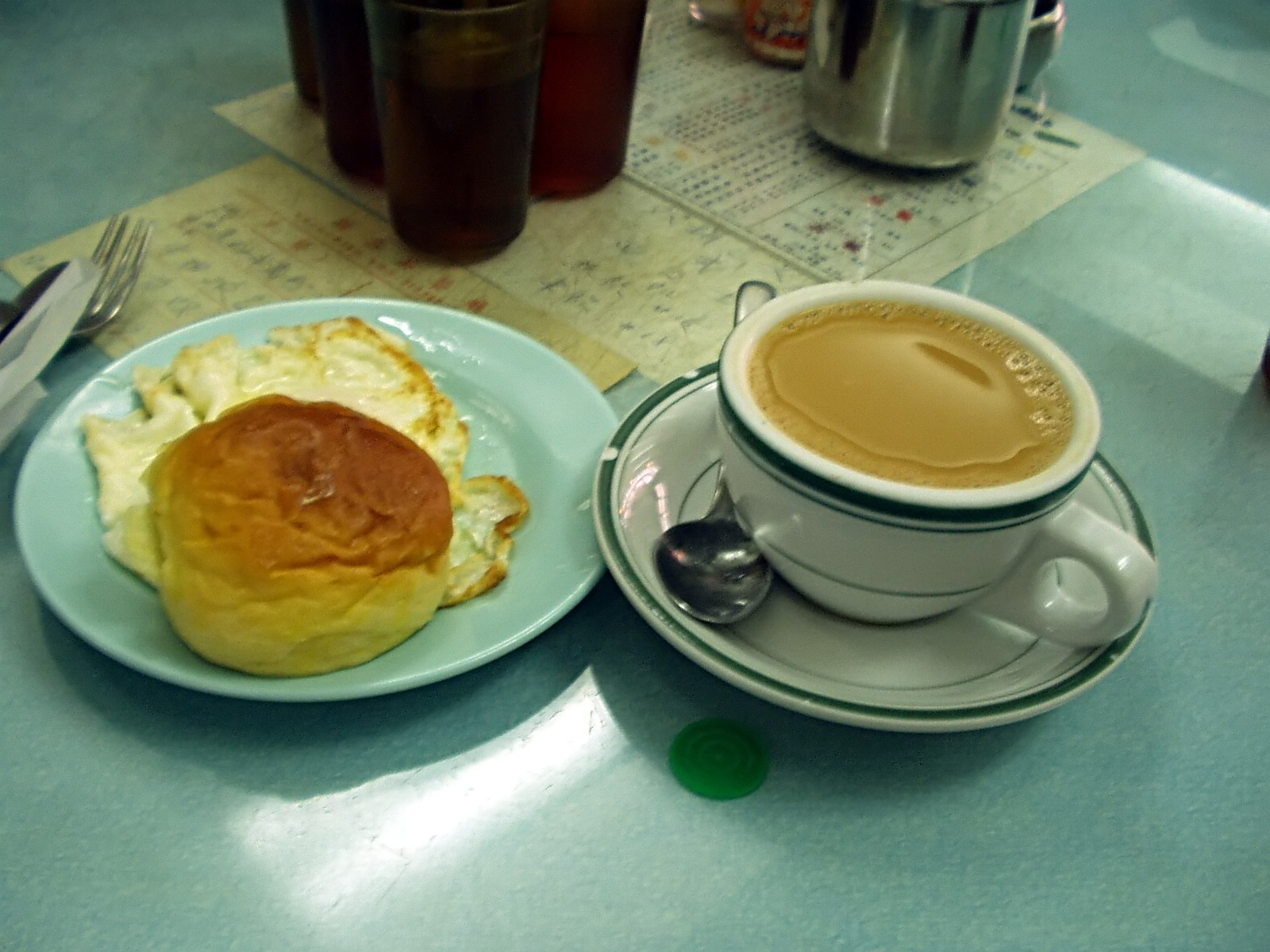
Petit déjeuner.
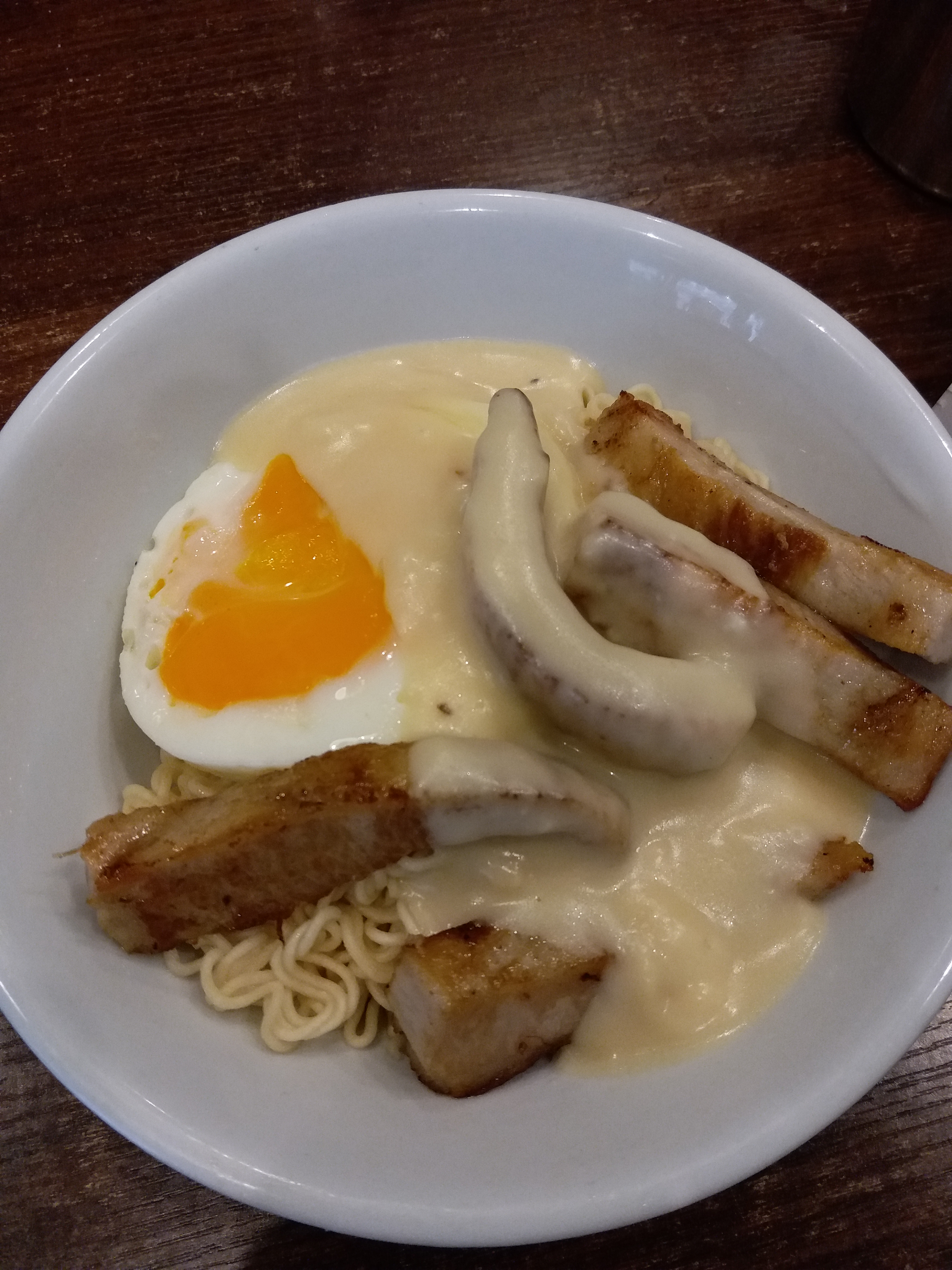
Nouilles instantanées, porc et sauce au fromage.
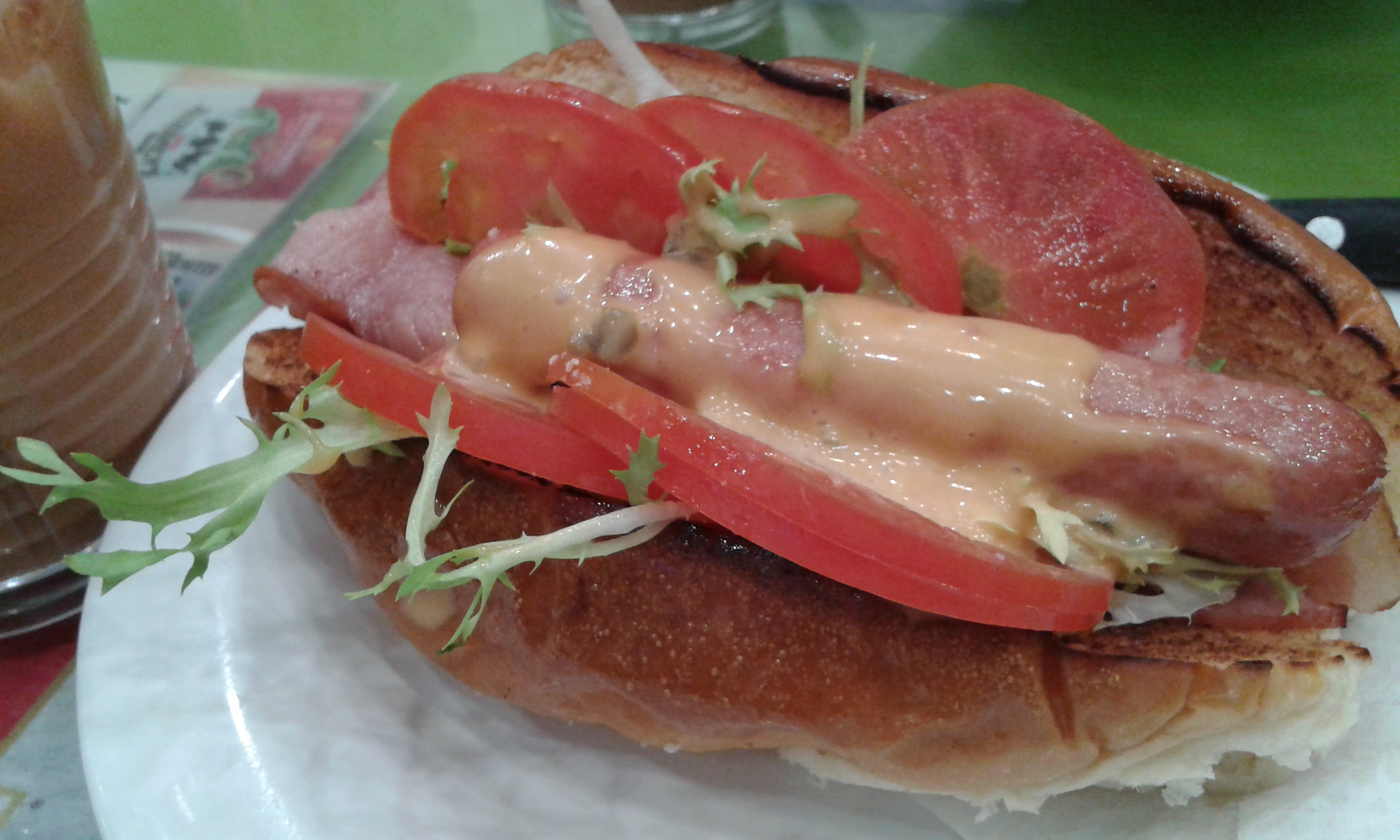
Hot dog de Macao.
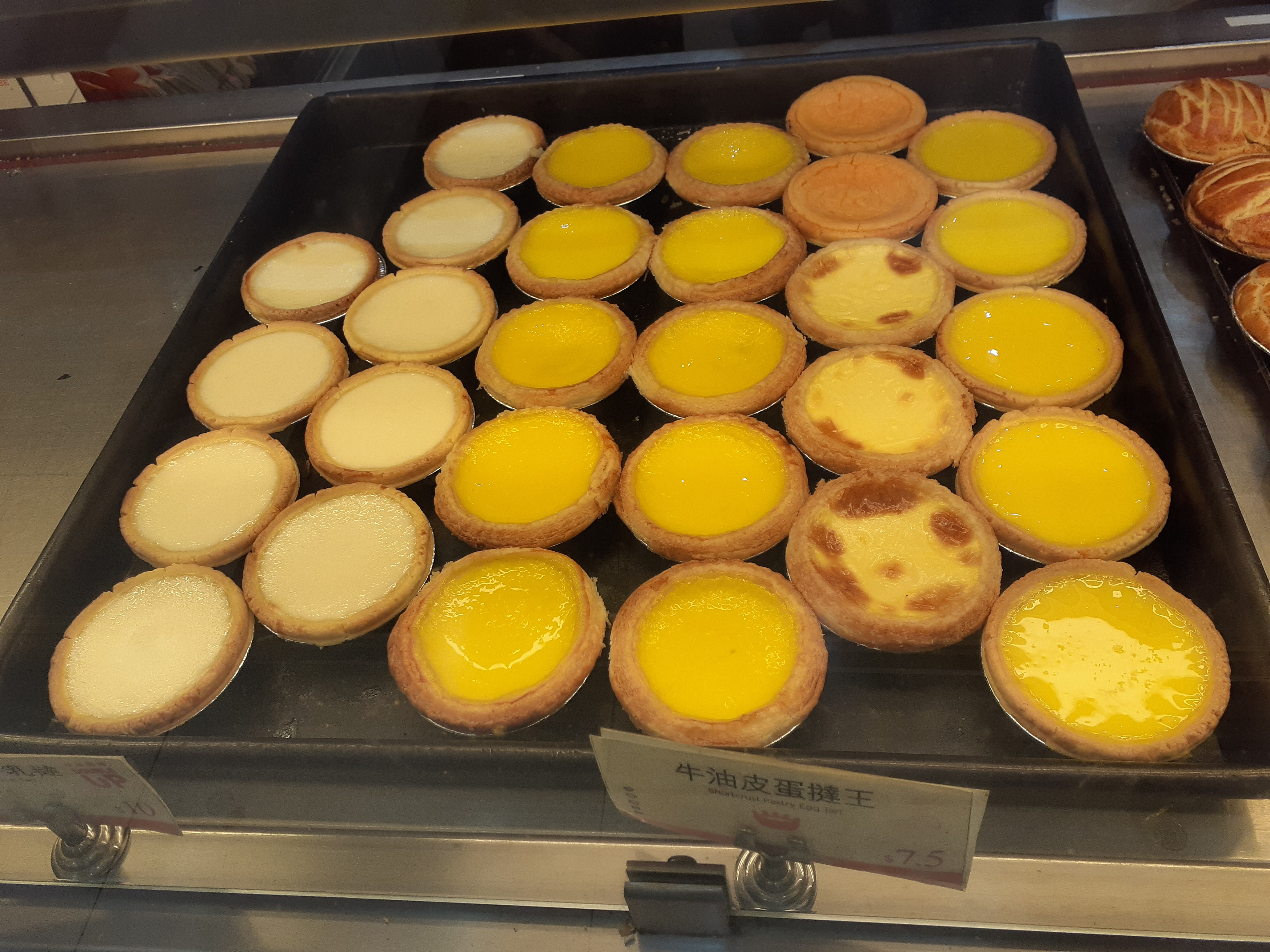
Différentes tartes aux œufs.

## Dans la culture populaire
Il est présent dans la culture de Hong Kong et dans de nombreux films :
- McDull dans les nuages de Toe Yuen, un film d'animation
- la série Les Vertus de l'harmonie (en)
- The Lucky Guy de Lee Lik-chi où Stephen Chow jouait un garçon de cha chaan teng.